# Usługi opiekuńcze
Usługi opiekuńcze – rodzaj pomocy świadczonej często przez gminę, instytucję pomocy społecznej lub inną instytucję działającą na rzecz osób wymagających takiej pomocy.
Ustawa o pomocy społecznej wskazuje, że pomoc w formie usług przysługuje osobom samotnym, które z powodu wieku, choroby, niepełnosprawności lub innej przyczyny wymagają pomocy innych osób, a są jej pozbawione. Usługi opiekuńcze mogą być przyznane również osobom, które wymagają pomocy innych osób, a rodzina nie może takiej pomocy zapewnić. Usługi świadczone są w mieszkaniu osoby, która potrzebuje pomocy lub w ośrodkach wsparcia takich jak środowiskowe domy samopomocy, kluby samopomocy, dzienne domy pomocy.
Usługi opiekuńcze obejmują pomoc w zaspokajaniu codziennych potrzeb życiowych, opiekę higieniczną, zaleconą przez lekarza pielęgnację oraz, w miarę możliwości, zapewnienie kontaktów z otoczeniem.